# Sh2-310
Sh2-310 (également connu sous le nom de Gum 8) est l’une des plus grandes régions H II connues dans la Voie Lactée. Sa masse est plusieurs dizaines de milliers de fois supérieure à celle du Soleil et elle est liée à certains jeunes amas ouverts, comme le brillant et concentré NGC 2362.
Le nuage est un parfait exemple d'une région H II particulièrement évoluée, dans laquelle des phénomènes de formation d'étoiles actives ont généré des étoiles très massives, qui à leur tour ont créé une bulle en expansion qui a balayé le gaz résiduel. La génération de nouvelles étoiles se poursuit encore uniquement dans certaines zones périphériques du nuage, où quelques dizaines de sources infrarouges sont observées.
La distance estimée de ce système nébuleux est d'environ 1 500 pc (∼4 890 al).